# 錦添花劇團
錦添花劇團，香港粵劇劇團，成立於1937年，由陳錦棠所創。錦添花主要台柱有陳錦棠、關影憐、靚新華、李海泉、黃超武、文覺非、鄧碧雲、余麗珍、張舞柳等等。1950年，羅麗娟、芳豔芬曾經加入。

## 歷史
據粵劇研究者朱少璋，錦添花成立的記載最早可追溯至1937年8月。
1949年因上海妹曾短暫加盟，期間一度改名為「錦上添花」。
1972年3月3日，陳錦棠擔任監督的錦添花劇團演出，亦是高陞戲院結業前最後一台粵劇演出。

## 軼聞
1939年起李海泉隨錦添花巡迴美洲演出，翌年其妻在美國三藩市誕下兒子李小龍。

## 外部連結
- （1949-1958） （页面存档备份，存于） 242頁，唐滌生粵劇選論：芳艷芬首本（1949-1954）;李少恩;匯智出版有限公司
- 陳錦棠的「錦添花劇團」 （页面存档备份，存于） 125及141頁，香港粤劇劇目概說: 1900-2002; 香港中文大學音樂系粤劇研究計劃(2007)
- 陳錦棠的「錦添花劇團」 （页面存档备份，存于） 香港中文大學中國文化硏究所學報, 第20期;香港中文大學出版部(1989)